# Tim Tam
Tim Tam est une marque de biscuit au chocolat fabriqué par Arnott's en Australie. Un Tim Tam est composé de deux biscuits au chocolat séparés par un fourrage au chocolat, le tout enrobé d'une fine couche de chocolat.
Selon Arnott's, environ 35 millions de paquets sont vendus chaque année en Australie, soit l'équivalent de 400 millions de biscuits et une moyenne de 1,7 paquet par Australien. Cette moyenne grimpe à plus de 3 pour la Nouvelle-Calédonie.

## Histoire
Ce biscuit fut créé par Ian Norris, alors directeur agro-alimentaire chez Arnott's. En 1958, en manque d'inspiration, il entreprit un tour du monde pour de nouveaux produits. C'est en Grande-Bretagne qu'il trouva le Penguin biscuit et qu'il décida d'en faire « une meilleure recette ».
Les Tim Tam furent mis sur le marché en 1964. Ross Arnott, qui assista au Kentucky Derby de 1958, décida que le nom du cheval vainqueur, Tim Tam, était parfait pour une nouvelle gamme de biscuit.
En 2003, Arnott's poursuivit Dick Smith Foods concernant leur marque de biscuit au chocolat Temptin, laquelle selon Arnott's avait copié le design du packaging des Tim Tam. L'affaire fut finalement résolue en privé.

## Production
La boulangerie-pâtisserie Arnott's ouvrit ses portes en 1865 et était située à Newcastle, en Australie. Les entreprises Arnott's sont localisées en Australie : on peut citer des usines à Sydney, Adelaide (Australie) et Brisbane. En 2009, Arnott's a investi 37 millions de dollars australiens pour la construction d'une chaîne de production ultramoderne dans ses installations de Brisbane, avec pour but d'augmenter la productivité et le nombre d'emplois.
Dans l'usine de Huntingwood, Western Sydney, les lignes de biscuits produisent 3000 Tim Tam à la minute et utilisent par jour 20 tonnes de crème ou fourrage au chocolat et 27 tonnes de chocolat d'enrobages.

## Variétés
Depuis les années 2000, Arnott's commercialise plusieurs variétés de Tim Tam, dont certaines ne sont plus produites aujourd’hui : 
- Tim Tam double coat (avec une double croûte chocolatée) ;
- Tim Tam white (au chocolat blanc) ;
- Tim Tam dark chocolate (au chocolat noir) ;
- Tim Tam chewy caramel (au chocolat et au caramel) ;
- Tim Tam latte (au café au lait) ;
- Tim Tam capuccino (au capuccino) ;
- Tim Tam honeycomb (au chocolat et au miel) ;
- Tim Tam black forest (au chocolat noir et aux cerises) ;
- Tim Tam choc mint (au chocolat et à la menthe) ;
- Tim Tam slams (version chocolat, noisettes et caramel et version chocolat noir et framboises) ;
- Tim Tam swett wishes (double chocolat et caramel) ;
- Tim Tam choc orange (au chocolat noir et oranges confites) ;
- Tim Tam mango (à la mangue) ;
- Tim Tam salted caramel (au caramel salé) ;
- Tim Tam choc brownie (façon brownie) ;
- Tim Tam raspberry white choc (au chocolat blanc et aux framboises) ;
- Les Tim Tam fingers (version croustillante plus étroite).

En 2004, Arnott's déclencha une polémique lors de la sortie d'une gamme aromatisée à l'alcool de certains de leurs produits dont le Tim Tam Tia Maria. Les critiques pointaient du doigt que ces biscuits contenant de l'alcool étaient en libre accès pour les mineurs dans les supermarchés. Cependant, il aurait fallu ingurgiter des milliers de biscuits pour en ressentir les effets.
Quelques produits similaires :
- biscuits Temptins de Dick Smith Foods,
- biscuits Chit Chats néo-zélandais[10],
- biscuits Triple Choc d'Australian Woolworths,
- biscuits Chocolate Supreme de la marque Coles.

### Canada
Les Tim Tam sont populaires en Colombie-Britannique. Thrifty Foods y vend trois saveurs : Original, Classic Dark et Chewy Caramel. Overwaitea Foods vend des Tim Tam à travers ses chaînes de supermarchés, ceci inclut Save-On-Foods, Cooper's Foods, PriceSmart Foods et Urban Fare locations à Vancouver.  Canada Safeway Limited et London Drugs vendent aussi les Original et Caramel dans leurs magasins situés à l'ouest du Canada.
Loblaws Companies (Loblaws, Real Canadian Superstore) vend aussi les Original et Caramel en Colombie-Britannique, Alberta, Manitoba, Saskatchewan, Ontario, Québec et Nouvelle-Écosse.

### France
Vendu seulement à l'ANZ shop situé à Paris et savouré par quelques connaisseurs, le Tim Tam se démocratisa par sa mise en vente dans la chaîne de supermarchés Monoprix depuis 2010 puis au sein des hypermarchés Cora. Voir aussi Nouvelle-Calédonie.

### États-Unis
Pepperidge Farm, une filiale d'Arnott's, importa les Tim Tam aux États-Unis durant l'automne 2008. Ils furent vendus seulement dans les supermarchés Target présents dans tout le pays. À cette occasion, Pepperidge Farm mit en ligne un site qui permettait à ses utilisateurs de suivre le voyage des fameux biscuits d'Australie aux États-Unis. Le fameux biscuit est toujours made in Australia.

### Hong Kong
Les Tim Tam chocolate sandwich biscuits sont importés à  Hong Kong par Campbell Soup Asia Limited.

### Indonésie
Les Tim Tam chocolate sandwich biscuits sont désormais fabriqués en Indonésie par Halo Arnotts. Un Tim Tam saveur fromage a été créé spécialement pour le marché indonésien.

### Nouvelle-Calédonie
C'est un des hauts lieux de consommation du biscuit sur la planète avec la Nouvelle-Zélande et l'Australie.

### Polynésie française
À l’égal de la Calédonie, les Tim Tam et toute la gamme Arnott's sont très présents dans les supermarchés.

## Tim Tam slam
Le Tim Tam slam est une façon de consommer une boisson chaude (café ou chocolat chaud) à travers un Tim Tam, par trempage (connu également sous le nom de Tim Tam shotgun). Les coins opposés d'un Tim Tam sont mangés, l'un des deux est plongé dans la boisson et on aspire la boisson à travers le biscuit. Le croustillant du biscuit se ramollit et l'enrobage commence à fondre.
Arnott's utilisa le nom Tim Tam suck dans une publicité de 2002,.